# 858-й истребительный авиационный полк
858-й истребительный авиационный полк (858-й иап) — воинская часть Военно-воздушных сил (ВВС) Вооружённых Сил РККА, принимавшая участие в боевых действиях Великой Отечественной войны.

## История наименований полка
За весь период своего существования полк несколько раз менял своё наименование:
- 9-й отдельный учебно-тренировочный авиационный полк;
- 858-й истребительный авиационный полк;
- 858-й штурмовой авиационный полк;
- Войсковая часть (Полевая почта) 27866.

## История и боевой путь полка
Полк сформирован как 9-й отдельный учебно-тренировочный авиационный полк. С 20 мая 1944 года полк переформирован в 858-й истребительный авиационный полк в г. Онега Архангельской области по штату 015/364 на самолётах «Харрикейн». С 20 мая 1944 года полк вёл боевую работу на Карельском фронте как отдельный истребительный авиационный полк непосредственного подчинения командованию 7-й воздушной армии на самолётах «Харрикейн». С января 1945 года полк включён в состав 280-й штурмовой авиационной дивизии Резерва СВГК.
19 февраля 1945 года полк преобразован в штурмовой авиационный полк по штату 015/362 с перевооружением на самолёты Ил-2 на основании Директивы ГШ КА № орг/10/132025 от 11.02.1945 г..

### В составе действующей армии
В составе действующей армии:
- с 18 июня 1942 года по 20 мая 1944 года (как 9-й оутап);
- с 20 мая 1944 года по 14 ноября 1944 года (как 858-й иап).

## Командиры полка
- подполковник Маслов Георгий Павлович[1], 20.05.1944 — 19.02.1945

## В составе соединений и объединений
| Период        | Фронт (округ)                        | армия               | дивизия                             | примечание    |
| ------------- | ------------------------------------ | ------------------- | ----------------------------------- | ------------- |
| 20.05.1944 г. | Карельский фронт                     | 7-я воздушная армия |                                     |               |
| 26.11.1944 г. | Резерв Верховного Главнокомандования | 7-я воздушная армия | 280-я штурмовая авиационная дивизия |               |
| 09.05.1945 г. | Резерв Верховного Главнокомандования | 7-я воздушная армия | 280-я штурмовая авиационная дивизия |               |
| 10.06.1945 г. | Московский военный округ             | ВВС округа          | 280-я штурмовая авиационная дивизия |               |
| 01.04.1946 г. | Московский военный округ             | ВВС округа          | 280-я штурмовая авиационная дивизия | расформирован |

## Самолёты на вооружении
| Период                  | Самолёты  | Фото             | Период                  | Самолёты | Фото                                                            |
| ----------------------- | --------- | ---------------- | ----------------------- | -------- | --------------------------------------------------------------- |
| 20.05.1944 — 19.02.1945 | Харрикейн | Hawker Hurricane | 19.02.1945 — 01.04.1946 | Ил-2     | Советский Ил-2 — самый известный штурмовик Второй мировой войны |

## Базирование
| Период                  | Место базирования           |
| ----------------------- | --------------------------- |
| 20.05.1944 — 01.07.1945 | Онега Архангельской области |
| 01.07.1945 — 04.1946    | Смоленск                    |